# Войти в историю
«Войти в историю» (англ. Making History) — американский комедийный телесериал, премьера которого состоялась на телеканале Fox 5 марта 2017 года. Сериал создан Джулиусом Шарпом, спродюсирован Филом Лордом и Кристофером Миллером. Главные роли исполнили Адам Палли, Лейтон Мистер и Яссер Лестер.
Хотя изначально было заказано 13 эпизодов, в октябре 2016 года Fox сократил заказ до девяти эпизодов. 11 мая 2017 года сериал был закрыт после одного сезона.

## В ролях

### Основной состав
- Адам Палли — Дэн Чэмберс
- Лейтон Мистер — Дебора Ревир
- Яссер Лестер — Крис Пэрриш
- Джон Гемберлинг — Джон Хэнкок
- Нил Кэйси — Сэмюэл Адамс

### Второстепенный состав
- Бретт Гельман — Пол Ревир
- Тим Робинсон — Аль Капоне
- Стефани Блэк — Мэй Капоне

## Список эпизодов

### Сезон 1 (2017)
| № общий | № в сезоне | Название                         | Режиссёр          | Автор сценария   | Дата премьеры  | Произв. код | Зрители в США (млн) |
| ------- | ---------- | -------------------------------- | ----------------- | ---------------- | -------------- | ----------- | ------------------- |
| 1       | 1          | «Pilot»                          | Джаред Хесс       | Джулиус Шарп     | 5 марта 2017   | 101         | 2.17                |
| 2       | 2          | «The Shot Heard Round the World» | Джаред Хесс       | Доминик Диркес   | 12 марта 2017  | 102         | 1.83                |
| 3       | 3          | «The Boyfriend Experience»       | Мэгги Кэри        | Сара Питерс      | 19 марта 2017  | 103         | 1.59                |
| 4       | 4          | «Chadwick's Angels»              | Пэймэн Бенц       | Крэйг ДиГрегорио | 26 марта 2017  | 104         | 1.54                |
| 5       | 5          | «The Touchables»                 | Эрик Аппель       | Шон Клементс     | 2 апреля 2017  | 105         | 1.32                |
| 6       | 6          | «The Godfriender»                | Питер Атенсио     | Карен Килгарифф  | 23 апреля 2017 | 106         | 1.32                |
| 7       | 7          | «Night Cream»                    | Джаред Хесс       | Элисон Агости    | 30 апреля 2017 | 107         | 1.41                |
| 8       | 8          | «The Duel»                       | Клер Скэнлон      | Тед Тревелстид   | 7 мая 2017     | 108         | 1.49                |
| 9       | 9          | «Body Trouble»                   | Иэн Б. МакДональд | Исайя Лестер     | 21 мая 2017    | 109         | 1.28                |

## Отзывы критиков
На агрегаторе рецензий Rotten Tomatoes рейтинг сериала составляет 92%, что основано на 25-ти рецензиях со средним рейтингом 6,8 ищ 10. На Metacritic сериал получил 64 из ста на основе 24-х «в общем положительных» отзывах критиков.